# Radenik

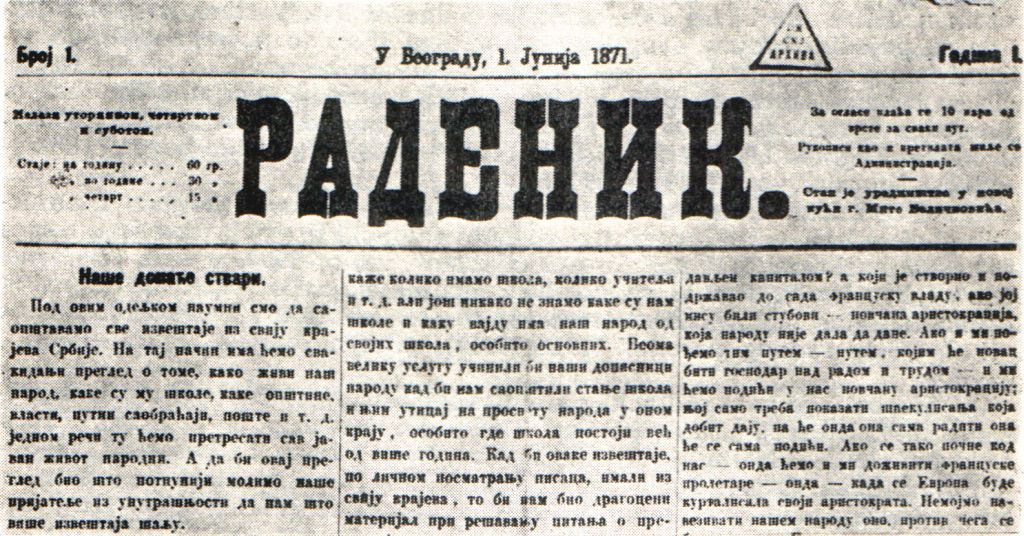
První strana prvního čísla novin z června roku 1871.

Radenik (v srbské cyrilici Раденик, česky Dělník) byly první socialisticky orientované noviny, který vycházely na Balkánu a také v Srbsku. Jejich tvůrcem i editorem byl realistický spisovatel Svetozar Marković. Vycházely v letech 1871 a 1872 a pak změnily název na Radnik. Zveřejnil v nich několik části Kapitálu a také Marxovu Občanskou válku ve Francii.